# 惠美直也
惠美 直也（えみ なおや、1963年10月13日 - ）は、日本のベーシスト。兵庫県出身。CHAGE and ASKAや松山千春など、様々なアーティストのレコーディングやライブのサポートを務める。

## 来歴
1963年10月13日、兵庫県宝塚市出身。父親の仕事の関係で5歳までアメリカ合衆国ニューヨークで育つ。その後、神奈川県茅ヶ崎市へ。
中学2年でビートルズに出逢い、ギターの低音弦4本を使いベースラインを弾くようになる。高校では音楽部に入部してバンドを組み、当時の歌謡曲やフォークソングを中心に演奏していた。
卒業後は大学と並行してアン・ミュージック・スクールに通い、鈴木淳に師事。20歳の頃よりプロとして仕事を始める。24歳の頃、オーディションでCHAGE and ASKAのサポートメンバーになる。2009年から 2017年まで 松山千春のサポートメンバーを務める。

## 人物

### エピソード
中学3年のとき、好んで聴いていたポール・マッカートニーが弾いているヘフナーを真似て作られたテスコのヴァイオリンベースを駅前の質屋で見つけ、両親に何らかの交換条件付きで2週間後に買ってもらったのが最初のベース。
ベースでプロになろうと思ったのは高校を卒業する頃。複数のバンドから誘われ掛け持ちをする中「頑張ればいけるんじゃないか」と思うようになり、最初からセッションミュージシャンという職人的な存在に憧れがあった。初仕事は19歳くらいの時に学校の先輩から紹介された横浜のキャバレー。ホーンが並ぶビッグバンドでスタンダードやショーの伴奏をした。
ベーシストだけで構成されている「地下室の会」メンバーで会員番号6番。恵美は富倉安生に声を掛けられ参加。番号は三軒茶屋の地下にある飲み屋に来た順に付けられた（1998年2月）。

### 演奏スタイル
高低差のあるメロディアスなフレーズや、オーソドックスなベースラインなど、演奏スタイルや奏法は多種多彩。求められるニュアンスや、アレンジャーのこだわりをつかみ、表現する。
デモ音源の仮ベースラインをコピーすることはほとんどなく、様々なベースラインを生み出すメロディーメーカーなベーシストである。

## ライブサポート・レコーディング（一部）
※ベースマガジン2005年5月号に記載されているアーティストのみ記載
aiko、CHAGE&ASKA、KOKIA、MULTI MAX、熊木杏里、斉藤和義、柴田淳、杉山清貴、森山良子

## 参加グループ
| グループ名         | 参加期間                  | 詳細                                                                                 |
| ------------------ | ------------------------- | ------------------------------------------------------------------------------------ |
| BLACK EYES         | 1987～1991年/1995～1999年 | CHAGE&ASKAのサポートバンド。澤近泰輔・菅沼孝三・近藤敬三・十川知司                   |
| Red Snakes Come on | 1996～1997年              | MULTI MAXのツアーバンド。後藤郁美・矢賀部竜成・関淳二郎・佐藤強一・小笠原学          |
| Elder Street Boys  | 2001年～                  | CHAGE&ASKAのサポートバンド。 澤近泰輔・鈴川真樹・狩野良昭・今泉正義・旭純・小笠原学  |
| VOTOM              | -                         | 渡辺剛の個人プロジェクト。竹中俊二・伊達弦・田中栄二                                 |
| THeN               | 2012年～                  | 松山千春のサポートメンバーで結成されたバンド。田中栄二・春名正春・中道勝彦・好永立彦 |